# ريتشارد مولر (ملحن)
ريتشارد مولر (بالسلوفاكية: Richard Müller)‏ هو مغني وملحن سلوفاكي، ولد في 6 سبتمبر 1961 في هلوهوفيتس في سلوفاكيا.

## وصلات خارجية
- الموقع الرسمي
- ريتشارد مولر على موقع ميوزك برينز (الإنجليزية)
- ريتشارد مولر على موقع أول ميوزيك (الإنجليزية)
- ريتشارد مولر على موقع ديسكوغز (الإنجليزية)